# Leichtathletik-Weltmeisterschaften 2011/Teilnehmer (Südkorea)
| Goldmedaillen | Silbermedaillen | Bronzemedaillen |
| ------------- | --------------- | --------------- |
| —             | —               | —               |

Der südkoreanische Leichtathletik-Verband stellte bei den Leichtathletik-Weltmeisterschaften 2011 im heimatlichen Daegu 53 Teilnehmer.

## Ergebnisse

### Männer

#### Laufdisziplinen
| Athlet                                           | Disziplin    | Qualifikation | Qualifikation | Vorlauf        | Vorlauf | Halbfinale         | Halbfinale         | Finale             | Finale             |
| Athlet                                           | Disziplin    | Zeit          | Platz         | Zeit           | Platz   | Zeit               | Platz              | Zeit               | Platz              |
| ------------------------------------------------ | ------------ | ------------- | ------------- | -------------- | ------- | ------------------ | ------------------ | ------------------ | ------------------ |
| Kim Kuk-young                                    | 100 m        | DSQ           | DSQ           | –––            | –––     | –––                | –––                | –––                | –––                |
| Park Tae-geon                                    | 400 m        |               |               | 46,42 s SB     | 25      | nicht qualifiziert | nicht qualifiziert | nicht qualifiziert | nicht qualifiziert |
| Shin Sang-min                                    | 1500 m       |               |               | 3:55,02 min    | 35      | nicht qualifiziert | nicht qualifiziert | nicht qualifiziert | nicht qualifiziert |
| Baek Seung-ho                                    | 5000 m       |               |               | 15:01,37 min   | 34      |                    |                    | nicht qualifiziert | nicht qualifiziert |
| Hwang Jun-Hyeon                                  | Marathon     |               |               |                |         |                    |                    | 2:21:54 h SB       | 35                 |
| Hwang Jun-Suk                                    | Marathon     |               |               |                |         |                    |                    | 2:23:47 h          | 40                 |
| Jeong Jin-hyeok                                  | Marathon     |               |               |                |         |                    |                    | 2:17:04 h          | 23                 |
| Kim Min                                          | Marathon     |               |               |                |         |                    |                    | 2:27:20 h SB       | 44                 |
| Lee Myong-seung                                  | Marathon     |               |               |                |         |                    |                    | 2:18:05 h          | 28                 |
| Park Tae-kyong                                   | 110 m Hürden |               |               | 13,83 s        | 26      | nicht qualifiziert | nicht qualifiziert | nicht qualifiziert | nicht qualifiziert |
| Lee Seung-yun                                    | 400 m Hürden |               |               | 52,98 s        | 34      | nicht qualifiziert | nicht qualifiziert | nicht qualifiziert | nicht qualifiziert |
| Byun Young-jun                                   | 20 km Gehen  |               |               |                |         |                    |                    | 1:24:48 h          | 22                 |
| Kim Hyun-sub                                     | 20 km Gehen  |               |               |                |         |                    |                    | 1:21:17 h          | 4                  |
| Park Chil-sung                                   | 20 km Gehen  |               |               |                |         |                    |                    | DNF                | DNF                |
| Park Chil-sung                                   | 50 km Gehen  |               |               |                |         |                    |                    | 3:47:13 h NR       | 6                  |
| Kim Dong-young                                   | 50 km Gehen  |               |               |                |         |                    |                    | 3:51:12 h PB       | 13                 |
| Yim Jung-hyun                                    | 50 km Gehen  |               |               |                |         |                    |                    | DSQ                | DSQ                |
| Yeo Ho-sua Cho Kyu-won Kim Kuk-young Lim Hee-nam | 4 × 100 m    |               |               | DSQ            | DSQ     |                    |                    | –––                | –––                |
| Park Tae-geon Lim Chan-ho Lee Jun Seong Hyeok-je | 4 × 400 m    |               |               | 3:04,05 min NR | 15      |                    |                    | nicht qualifiziert | nicht qualifiziert |

#### Sprung/Wurf
| Athlet         | Disziplin      | Qualifikation | Qualifikation | Finale             | Finale             |
| Athlet         | Disziplin      | Weite/Höhe    | Platz         | Weite/Höhe         | Platz              |
| -------------- | -------------- | ------------- | ------------- | ------------------ | ------------------ |
| Yun Ye-hwan    | Hochsprung     | NMH           | NMH           | –––                | –––                |
| Kim Yoo-suk    | Stabhochsprung | 5,20 m        | 26            | nicht qualifiziert | nicht qualifiziert |
| Kim Deok-hyeon | Weitsprung     | 8,02 m SB     | 11            | DNS                | DNS                |
| Kim Deok-hyeon | Dreisprung     | NMW           | NMW           | –––                | –––                |
| Hwang In-sung  | Kugelstoßen    | 17,75 m       | 26            | nicht qualifiziert | nicht qualifiziert |
| Lee Yoon-chul  | Hammerwurf     | 68,98 m SB    | 29            | nicht qualifiziert | nicht qualifiziert |
| Jung Sang-jin  | Speerwurf      | 72,03 m       | 34            | nicht qualifiziert | nicht qualifiziert |

#### Zehnkampf
| Athlet      | Disziplin | 100 m      | Weit- sprung | Kugel- stoßen | Hoch- sprung | 400 m   | 110 m Hürden | Diskus- wurf | Stabhoch- sprung | Speer- wurf | 1500 m         | Punkte  | Platz |
| ----------- | --------- | ---------- | ------------ | ------------- | ------------ | ------- | ------------ | ------------ | ---------------- | ----------- | -------------- | ------- | ----- |
| Kim Kun-woo | Ergebnis  | 11,11 s SB | 7,24 m SB    | 12,96 m SB    | 1,96 m SB    | 49,24 s | 14,95 s SB   | 39,53 m      | 4,90 m SB        | 53,33 m     | 4:15,63 min SB | 7860 NR | 17    |
| Kim Kun-woo | Punkte    | 836        | 871          | 665           | 767          | 850     | 856          | 655          | 880              | 638         | 842            | 7860 NR | 17    |

### Frauen

#### Laufdisziplinen
| Athletin                                      | Disziplin    | Qualifikation | Qualifikation | Vorlauf        | Vorlauf | Halbfinale         | Halbfinale         | Finale             | Finale             |
| Athletin                                      | Disziplin    | Zeit          | Platz         | Zeit           | Platz   | Zeit               | Platz              | Zeit               | Platz              |
| --------------------------------------------- | ------------ | ------------- | ------------- | -------------- | ------- | ------------------ | ------------------ | ------------------ | ------------------ |
| Jung Hye-lim                                  | 100 m        | 11,90 s       | 3             | 11,87 s        | 40      | nicht qualifiziert | nicht qualifiziert | nicht qualifiziert | nicht qualifiziert |
| Huh Yeon-jung                                 | 800 m        |               |               | 2:08,05 min    | 34      | nicht qualifiziert | nicht qualifiziert | nicht qualifiziert | nicht qualifiziert |
| Choi Bo-ra                                    | Marathon     |               |               |                |         |                    |                    | 3:10:06 h          | 44                 |
| Chung Yun-hee                                 | Marathon     |               |               |                |         |                    |                    | 2:42:28 h          | 35                 |
| Kim Seong-eun                                 | Marathon     |               |               |                |         |                    |                    | 2:37:05 h SB       | 28                 |
| Lee Sook-jung                                 | Marathon     |               |               |                |         |                    |                    | 2:40:23 h          | 34                 |
| Park Jun-sook                                 | Marathon     |               |               |                |         |                    |                    | 3:03:34 h          | 43                 |
| Jung Hye-lim                                  | 100 m Hürden |               |               | 13,39 s        | 28      | nicht qualifiziert | nicht qualifiziert | nicht qualifiziert | nicht qualifiziert |
| Son Kyeong-mi                                 | 400 m Hürden |               |               | 1:00,21 min    | 36      | nicht qualifiziert | nicht qualifiziert | nicht qualifiziert | nicht qualifiziert |
| Jeon Yeong-eun                                | 20 km Gehen  |               |               |                |         |                    |                    | 1:35:52 h SB       | 25                 |
| Eum Jeesu Kim So-yeon Lee Sun-ae Park So-yeun | 4 × 100 m    |               |               | 46,14 s SB     | 15      |                    |                    | nicht qualifiziert | nicht qualifiziert |
| Woo Yu-jin Lee Ha-nee Oh Se-ra Park Seongmyun | 4 × 400 m    |               |               | 3:43,22 min SB | 18      |                    |                    | nicht qualifiziert | nicht qualifiziert |

#### Sprung/Wurf
| Athletin        | Disziplin      | Qualifikation | Qualifikation | Finale             | Finale             |
| Athletin        | Disziplin      | Weite/Höhe    | Platz         | Weite/Höhe         | Platz              |
| --------------- | -------------- | ------------- | ------------- | ------------------ | ------------------ |
| Han Da-rye      | Hochsprung     | 1,75 m        | 29            | nicht qualifiziert | nicht qualifiziert |
| Choi Yun-hee    | Stabhochsprung | 4,40 m NR     | 18            | nicht qualifiziert | nicht qualifiziert |
| Jung Soon-ok    | Weitsprung     | 6,18 m SB     | 29            | nicht qualifiziert | nicht qualifiziert |
| Chung Hye-kyong | Dreisprung     | 13,50 m       | 30            | nicht qualifiziert | nicht qualifiziert |
| Lee Mi-young    | Kugelstoßen    | 16,18 m       | 23            | nicht qualifiziert | nicht qualifiziert |
| Kang Na-ru      | Hammerwurf     | 61,05 m       | 30            | nicht qualifiziert | nicht qualifiziert |
| Kim Kyung-ae    | Speerwurf      | 54,96 m       | 27            | nicht qualifiziert | nicht qualifiziert |